# Five Iron Frenzy
Five Iron Frenzy (também conhecida como Five Iron ou FIF) foi uma banda ska cristã formada em Denver, Colorado em 1995 e desmembrada em 2003.
As influências da banda vêem do ska e punk rock, igualmente inclui-se o heavy metal. A banda assinou contrato com a gravadora 5 Minute Walk em 1996 e permaneceu na gravadora por nove lançamentos. Dois outros álbuns foram lançamentos independentes e um outro pela Asian Man Records.
A banda nunca recebeu um importante prémio da música, tendo mesmo recebido pouca cobertura por parte dos media. O seu ponto mais alto a nível nacional, foi quando a sua canção "Oh, Canada" (era referenciado William Shatner), apareceu na série de televisão Boston Legal (com Shatner no elenco) em Outubro de 2005, quase dois anos depois do seu último concerto.
Eles eram conhecidos pelas suas letras positivas e concertos muito energéticos. Normalmente usavam em palco fato completo (principalmente o vocalista Reese Roper); durante uma turnê, toda a banda usou os uniformes utilizados na série de televisão Star Trek. Nas turnês, usavam temas, muitas vezes com objectivo de abrir a consciência social.
Em muitas das letras incluíam as injustiças cometidas aos nativos americanos, ao abuso do consumismo, à hipocrisia do cristianismo, bem como à renovação da fé cristã.

## História
Five Iron Frenzy começou como um projeto paralelo de Reese Roper, Keith Hoerig, Micah Ortega e com a banda de Scott Kerr, os Exhumator. Os Exhumator tinham uma sonoridade thrash metal, mas os seus membros não estavam no estilo. A sua música mais divulgada e conhecida foi "Spam Jam". Em Maio de 1995, o grupo começou a integrar elementos, e estabeleceu o som ska em Junho com a entrada de Brad Dunham. A banda com Micah, Jeff e Dennis, tocou numa rampa de skate em 1995 no Festival Cornerstone. O concerto incluiu a banda Ghoti Hook e Alex Parker da gravadora Flying Tart Records. O concerto era para ser encerrado por Andrew Mandell dos Crashdog e por Ballydowse, o que não se verificou. A banda atribuiu o seu sucesso inicial devido a terem sido autorizados a tocar, tendo regressado no ano seguinte já com o patrocínio de uma gravadora.
Em Agosto, Culp e Leanor Ortega juntaram-se oficialmente, começando o alinhamento da banda. Inicialmente a banda era para manter-se na sua cidade, tendo mesmo aberto os concertos para Mighty Mighty Bosstones, Less Than Jake e Skankin' Pickle, tocando em mais de sessenta concertos em oito meses. Muitos destes concertos dados foram em ruas, igrejas e eventos patrocinados pelo clero, incluindo o Festival de Cornerstone em 1996. Também participaram em diversas apresentações das maiores gravadoras cristãs, incluindo a Alarma Records, a Tooth & Nail Records e a Brainstorm Artists International antes de assinarem com a gravadora 5 Minute Walk Records em Agosto.
O primeiro álbum, Upbeats and Beatdowns foi gravado em Setembro e inicialmente lançado em Novembro de 1996. O lançamento só foi em Abril de 1997 e provou ser um sucesso para a banda, tendo atingido o nº 39 da "Top Contemporary Christian". Na altura do seu segundo lançamento, Upbeats and Beatdowns tinha vendido 50 mil cópias. O videoclipe de "A Flowery Song" recebeu uma nomeação para os Dove Awards na categoria "short form video". Nesse ano a banda passou na estrada e em concertos, tendo tocado por 150 vezes. Por essa altura a banda estava empenhada na promoção das causas sociais. A canção "Where the Zero Meets the Fifteen", foi trazida à causa dos sem-abrigo, tendo mesmo recebido atenção das rádios. Nesse mesmo ano a banda embarcou na torné "Rock Your Socks Off", que pretendia angariar meias para os sem-abrigo locais. Em Novembro de 1997 a banda lança o segundo álbum de estúdio, Our Newest Album Ever!.
A sua turnê mais significativa em 1998 foi a Ska Against Racism, que tinha como objetivo angariar ajuda e dinheiro para as causas de antiracismo. Five Iron foi a única banda cristã na turnê, mas não desiludiram, com o seu estilo típico usaram o palco para chegar à população. Nesse mesmo ano iniciaram a turnê SkaMania, juntamente com The Insyderz e The O.C. Supertones. A banda achou esta turnê diferente das outras anteriores, devido à interacção dos membros das bandas e devido a serem igualmente bandas cristãs. Em 1998, o guitarrista Scott Kerr deixou a banda de forma amigável e começou o seu projeto, Yellow Second. Kerr tinha escrito a maioria das músicas dos três lançamentos da banda. Após a sua saída a banda começou a explorar diferentes sonoridades, como a música latina.
A banda alcançou o topo da sua popularidade em 2000, com o lançamento de All the Hype That Money Can Buy. Com a edição deste disco, a banda continuou a diversificar a sua sonoridade, incorporando o estilo calipso, salsa e o reggae. O disco tornou-se no álbum mais eclético. Em meados do Verão a banda rumou a África do Sul, e em Dezembro tocaram na Europa. Por altura do seu próximo lançamento, a banda tinha vendido mais de meio milhão de cópias a nível mundial.
Com o lançamento de Five Iron Frenzy 2: Electric Boogaloo, a sonoridade tornou-se mais hard rock do que ska, apesar da base da banda ainda estar intacta.
Em 2001 foi o ano de mudança, com o contrato prestes a terminar, e corriam os rumores que a banda iria acabar. Durante algum tempo a banda pensou em assinar com uma gravadora de maior dimensão, mas decidiram terminar o contrato que os ligava a 5 Minute Walk.
No final de 2001 a banda participou na turnê "Electric Youth" com Relient K, John Reuben e Ace Troubleshooter. Mais uma vez foi pedida a participação e generosidade das pessoas, foi pedido para trazerem meias para os sem-abrigo. Tendo conseguido cerca de 1200 pares de meias por noite,   tendo sido criado como referiram o "maior ajuntamento de meias" do mundo. O nome da turnê.  foi um tributo a Debbie Gibson, que escreveu um disco com o mesmo nome.
No início de 2003, a banda anunciou a sua separação através da sua página oficial. Dedicaram o seu último ano aos fãs, tocando nos maiores festivais de música cristã e no lançamento de Cheeses…(of Nazareth), uma colecção de b-sides, e o lançamento do seu último álbum, The End Is Near. O seu último concerto foi a 22 de Novembro de 2003 no Fillmore Auditorium em Denver, Colorado. O espectáculo teve a presença de mais de 3600 pessoas e foi mais tarde editado num disco duplo, The End Is Here.

## Origem do nome
A origem do nome da banda foi dada por Keith Hoerig, numa entrevista ao site Jesus Freak Hideout:

| “ | We got the name Five Iron Frenzy from a roommate of most of ours. He was kind of paranoid, and afraid that if he went outside on this particular night he was going to get jumped by some people. He had a golf club to defend himself and he said something to the effect of it being like "putter mayhem". Scott looked at the golf club he was holding, and noting that it was a five iron said, "No, more like a Five Iron Frenzy." The name stuck. | ” |

## Discografia

### Álbuns de estúdio
- 1996 - Upbeats and Beatdowns
- 1997 - Our Newest Album Ever!
- 2000 - All the Hype That Money Can Buy
- 2001 - Five Iron Frenzy 2: Electric Boogaloo
- 2003 - The End Is Near

### Ao vivo
- 1999 - Proof That the Youth Are Revolting
- 2004 - The End Is Here

### Compilações
- 2003 - Cheeses…(of Nazareth)

### EPs
- 1998 - Quantity Is Job 1

## Membros
- Reese Roper – vocal
- Micah Ortega – guitarra, vocal
- Keith Hoerig – baixo
- Andrew Verdecchio – bateria, vocal
- Nathanael "Brad" Dunham – trompete
- Dennis Culp – trombone, vocal
- Leanor Ortega – saxofone, vocal
- Sonnie Johnston – guitarra
- Scott Kerr – guitarra, vocal